# بنیتسه (پراگ)
بنیتسه (به چکی: Benice) یک منطقهٔ مسکونی در جمهوری چک است که در Prague 10 واقع شده‌است. بنیتسه ۴۶۷ نفر جمعیت دارد.